# Reinli stavkirke
Reinli stavkirke er en étskibet stavkirke (langkirke) som ligger i landsbyen Reinli i Sør-Aurdal kommune i Innlandet, Norge.
Det har været dateret til sidste halvdel af 1200-tallet eller på begyndelsen af 1300-tallet, mens  mens en nyere dendrokronologiske analyser indikerer at den er bygget efter 1326. Ved en arkæologisk udgravning i 1971/1972 under kirkegulvet blev der fundet spor efter det som kan være to tidligere kirker. Det blev også fundet mønter fra Håkon Håkonssons regeringstid 1250-1263.